# Macrocneme semiviridis
Macrocneme semiviridis är en fjärilsart som beskrevs av Druce 1910. Macrocneme semiviridis ingår i släktet Macrocneme och familjen björnspinnare. Inga underarter finns listade i Catalogue of Life.